# Simplici (bisbe d'Urgell)
|  | Per a altres significats, vegeu «Simplici». |

Simplici (589-599) consta en la documentació com a bisbe d'Urgell al III Concili de Toledo (589), al segon Concili de Saragossa (592) i al Concili de Barcelona (599).